# Luisa Mosquera
Luisa Fernanda Mosquera Parra (ur. 15 lutego 2002) – kolumbijska zapaśniczka walcząca w stylu wolnym.
Wicemistrzyni mistrzostw panamerykańskich w 2023; piąta w 2021 roku.